# Ельбські пісковикові гори
50°47′35″ пн. ш. 14°06′31″ сх. д. / 50.79305556° пн. ш. 14.10861111° сх. д.
Ельбські пісковикові гори (нім. Elbsandsteingebirge, чеськ. Labské pískovcové pohoří) — гірський масив із Пісковика на верхній течії річки Ельби в Німеччині та Чехії.
Німецька частина називається саксонською Швейцарією (приблизно 3/4 території), чеська — богемською Швейцарією (1/4).
Найвідомішим місцем є Бастай неподалік від Пірни.